# Rachel Shenton
Rachel Joy Shenton (Stoke-on-Trent, Staffordshire, 6 de octubre de 1987) es una actriz inglesa, más conocida por haber interpretado a Mitzeee Miniver en la serie Hollyoaks.
En 2017 ganó un Premio Óscar por su cortometraje The Silent Child.

## Biografía
Rachel es hija de Geoff Shenton, quien murió en 2001. Su padre quedó sordo cuando ella tenía 12 años. 
Maneja muy bien la lengua de señas y trabajó como recepcionista para una organización benéfica llamada "Deaflinks" durante un año.
Desde 2018 está casada con el director Chris Overton.

## Carrera
Ha aparecido en comerciales para Ministry of Defence, DFS y Sega Superstars Tennis.
Fue nombrada embajadora de la "National Deaf Children's Society-NDCS" (en español: Sociedad Nacional de Niños Sordos).
En 2005 apareció como invitada en la serie Holby City, donde interpretó a Katrina Hobsbawn. En 2007 apareció como invitada en series como Waterloo Road y Doctors; anteriormente Rachel había aparecido en 2006 en Doctors, donde interpretó a Sadie Slade en el episodio "Positively Blooming". 
En 2008 apareció como invitada en la serie de Nickelodeon Genie in the House, donde interpretó a Amy.
El 23 de julio de 2010, se unió al elenco principal de la exitosa serie británica Hollyoaks, donde interpretó a la problemática modelo Ann "Mitzeee" Minniver, hasta el 15 de febrero de 2013.
En 2011 se unió al elenco de la serie por Internet de vampiros Blood and Bone China, donde interpretó a Anna Fitzgerald.
Ese mismo año, Rachel, junto con los actores Craig Vye y Rob Norbury, participó saltando de un avión para recaudar fondos para "NDCS", organización benéfica que ayuda a niños sordos.
En 2014 se unió al elenco recurrente de la serie Switched at Birth, donde interpretó a Lily Summers.
En 2017 Shenton ganó el Premio Óscar al Mejor cortometraje por su película corta The Silent Child, realizada junto a su esposo, el director Chris Overton, y basada en su infancia, luego de que su padre quedara sordo tras un tratamiento de quimioterapia para tratar un cáncer.

## Filmografía

### Televisión
| Año         | Título                        | Papel                | Notas                               |
| ----------- | ----------------------------- | -------------------- | ----------------------------------- |
| 2020        | All Creatures Great and Small | Helen Alderson       |                                     |
| 2017        | White Gold                    | Joanne Scott         |                                     |
| 2014 - 2017 | Switched at Birth             | Lily Summers         | 19 episodios                        |
| 2015        | Year of Spies                 | Eve Harper           | 2 episodios                         |
| 2010 - 2013 | Hollyoaks                     | Mitzeee Miniver      | 235 episodios                       |
| 2010, 2012  | Hollyoaks Later               | Mitzeee Miniver      | 11 episodios                        |
| 2011        | Blood and Bone China          | Anna Fitzgerald      | 10 episodios                        |
| 2008        | Storyville                    | Cuentista            |                                     |
| 2008        | Genie in the House            | Amy                  | Episodio: "Curse of the Genie Ring" |
| 2008        | Sophia's Diary                | Tricia               | 1 episodio                          |
| 2007        | Doctors                       | Jade Hearn Robertson | Episodio: "Career's Day"            |
| 2007        | Waterloo Road                 | Courtney             | 3 episodios                         |
| 2005        | Holby City                    | Katrina Hobsbawn     | Episodio: "Doing the Right Thing"   |

### Cine
| Año  | Título                   | Papel            | Notas                                                                       |
| ---- | ------------------------ | ---------------- | --------------------------------------------------------------------------- |
| 2024 | The Strangers: Chapter 1 | TBA              |                                                                             |
| 2021 | The Colour Room          | Annie Shorter    |                                                                             |
| 2017 | The Silent Child         | Joanne           | Cortometraje, junto a Maisie Sly, Rachel Fielding, Philip York y Anna Barry |
| 2012 | Money Kills              | Anya Valeskavich | Junto a Cliff Heaton, Joseph Kerr y Katya Greer                             |
| 2012 | The Feeling of Unreality | Maria Moon       | Cortometraje, junto a Anthony Miles, David Lemberg y Lara de-Leuw           |
| 2012 | Blood and Bone China     | Anna Fitzgerald  | Junto a Anthony Miles, John James Woodward, David Lemberg y Simon Hooson    |
| 2005 | Xlitherman               | Joven            |                                                                             |
| 2005 | Agnosia                  | Tania            | Cortometraje                                                                |
| 2004 | Kiss & Tell              | Claire           | Cortometraje                                                                |

## Premios y distinciones
Óscar
| Año  | Categoría          | Película         | Resultado |
| ---- | ------------------ | ---------------- | --------- |
| 2018 | Mejor cortometraje | The Silent Child | Ganadora  |

| Año  | Categoría                | Premio                           | Trabajo nominado | Resultado |
| ---- | ------------------------ | -------------------------------- | ---------------- | --------- |
| 2017 | Mejor actriz             | London Independent Film Festival | The Silent Child | Ganadora  |
| 2017 | Mejor actriz             | Overcome Film Festival           | The Silent Child | Ganadora  |
| 2012 | Mujer más sexy           | Inside Soap Award                | Hollyoaks        | Nominada  |
| 2011 | Mejor estrella emergente | Inside Soap Award                | Hollyoaks        | Nominada  |